# تاريخ التصوير العصبي
ظهرت أولى تقنيات التصوير العصبي المسماة «توازن الدورة الدموية الشهرية» في ثمانينات القرن التاسع عشر بواسطة أنجيلو موسو، إذ تمكنت من قياس إعادة توزيع الدم أثناء النشاط العاطفي والفكري بشكل غير باضع. بعد ذلك، في أوائل القرن العشرين، ظهرت تقنية تصوير الدماغ المحقون بالغاز. شملت هذه العملية تفريغ محيط الدماغ من السائل الدماغي الشوكي واستبدال الهواء به، ما يؤدي إلى تغيير الكثافة النسبية للدماغ ومحيطاته، من أجل زيادة وضوحه على الأشعة، لكن اعتُبرت هذه العملية غير آمنة بشكل هائل بالنسبة للمرضى (بومونت 8). تطور شكل من أشكال التصوير بالرنين المغناطيسي (إم آر آي) والتصوير المقطعي المحوسب (سي تي) في سبعينيات وثمانينيات القرن العشرين. شكلت تقنيتا التصوير بالرنين المغناطيسي والتصوير المقطعي المحوسب طريقتين منخفضتي الضرر بشكل معتبر، وستُشرحان بالتفصيل أدناه. ظهرت تقنيتا التصوير الطبي بأشعة غاما (إس بّي إي سي تي) والتصوير المقطعي بالإصدار البوزيتروني (بّي إي تي) بشكل تال، إذ مكنتا العلماء من رسم خريطة وظائف الدماغ، وتجاوزت قدرتهما إنشاء الصور الثابتة لبنية الدماغ على عكس تقنيتي «إم آر آي» و«سي تي». عن طريق تنسيق التعلم ما بين «إم آر آي»، و«بّي إي تي» و«إس بّي إي سي تي»، استطاع العلماء تطوير تقنية التصوير بالرنين المغناطيسي الوظيفي (إف إم آر آي) مع قدراتها التي فتحت الأبواب أمام المراقبة المباشرة للأنشطة المعرفية.

## الاكتشافات الحديثة
تُعد الاكتشافات الحديثة في تصوير الدماغ غير الباضع محدودة إلى حد ما إذ لا يُعتبر معظمها جديدًا بشكل كامل؛ بدلًا من ذلك، تخضع تقنيات تصوير الدماغ الحالية للتحسينات المستمرة. يُعد «إف إم آر آي» مثالًا جيدًا على ذلك منذ أوائل تسعينيات القرن العشرين، إذ ما يزال واحدًا من أكثر تقنيات تصوير الدماغ الشائعة المتاحة في يومنا.
أحرزت مجالات التصوير العصبي تقدمًا في طرق عديدة، وسيغطي هذا القسم بعض التحسينات البارزة بما في ذلك التحفيز المغناطيسي عبر الجمجمة، والرنين المغناطيسي النووي.
في البداية، لم يرتبط التقدم الأخير بوسائل تصوير الدماغ الحالية نفسها، بل بقدرتنا على تسخير الحواسيب واستخدامها في تحليل البيانات. على سبيل المثال، أدى إنشاء خرائط الدماغ عالية الدقة والتقنيات الحاسوبية المستخدمة في تحليل هذه الخرائط على مدى فترات زمنية ومراحل نمو مختلفة إلى تحقيق اكتشافات جوهرية متعلقة بنمو الأدمغة البشرية من عمر ثلاثة أشهر إلى خمس عشرة سنة (ثومبسون، «يو سي إل إيه»). يمثل نوع الاكتشاف هذا طبيعة معظم الاكتشافات العلمية المحققة في العلوم العصبية اليوم. يقضي معظم الباحثين وقتهم في محاولة فهم البيانات الموجودة الحالية، عن طريق تقنية «إف إم آر آي» لرسم خرائط الدماغ بما يتجاوز ما نفهمه بالفعل، عوضًا عن انخراطهم في البحث عن سبيل آخر لتصوير الدماغ وتخطيطه.
يمكن رؤية هذا بوضوح في حقيقة تزايد أرشيفات تصوير الدماغ باستمرار وتمكين المعلوماتية العصبية الباحثين من فحص آلاف الأدمغة بدلًا من عدد قليل منها (لينش). أيضًا، يجري العمل على توحيد هذه الأرشيفات ضمن تنسيقات عالمية من أجل إتاحة البحث فيها للجميع. استطعنا الحصول على البيانات وجمعها على مدار العقد الماضي، والآن تتيح لنا تقنياتنا مشاركة النتائج والبحث بسهولة أكبر. سمح هذا أيضًا بإيجاد «أطلس الدماغ». تُعد خرائط الدماغ ببساطة خرائط لما تبدو عليه وظائف الدماغ الطبيعية (ثومبسون، المعلوماتية الحيوية).
يُعد التحفيز المغناطيسي عبر الجمجمة (تي إم إس) ابتكارًا حديثًا في تصوير الدماغ. إذ توضع فيه وشيعة بالقرب من رأس الشخص من أجل توليد نبضات الحقل المغناطيسي التي تحفز بدورها خلايا الدماغ الأساسية لتحفيز الشخص على تنفيذ فعل محدد. باستخدام هذه التقنية مع «إم آر آي»، يستطيع الباحث رسم خرائط دماغ مختصة بوظائف محددة للغاية. عوضًا عن إخبار المريض النقر بإصبعه، تستطيع وشيعة «تي إم إس» ببساطة «إخبار» دماغه النقر بإصبعه. يساعد هذا في استبعاد الإيجابيات الخاطئة الواردة من فحوصات «إم آر آي» و«إف إم آر آي» التقليدية. تختلف الصور الواردة من هذه التقنية قليلًا عن نتائج التصوير بالرنين المغناطيسي النموذجية، ومن الممكن استخدامها في رسم خرائط دماغ أي شخص من خلال مراقبة ما يصل إلى 120 تحفيز مختلف. استُخدمت هذه التقنية في رسم خرائط العمليات الحركية والبصرية (رابط بوتس في أسفل «تي إم إس»). بالإضافة إلى «إف إم آر آي»، يمكن قياس نشاط «تي إم إس» باستخدام تخطيط كهربية الدماغ (إي إي جي) أو التنظير الطيفي للأشعة القريبة من تحت الحمراء (إن آي آر إس).
اشتُقت تقنيتا «إم آر آي» و«إف إم آر آي» من التصوير المغناطيسي النووي (إن إم آر)، لكن جرى العمل على إحراز مزيد من التقدم من خلال العودة إلى تقنية «إم إم آر» الأصلية وتطوير بعض جوانبها. يشمل «إن إم آر» تقليديًا خطوتين، تشفير الإشارات وكشفها، وعادةً ما تُنفذ هاتان الخطوتان بواسطة الآلة نفسها. ومع ذلك، يقترح الاكتشاف الجديد استخدام غاز الزينون المستقطب بالليزر من أجل «تذكر» المعلومات المشفرة ونقلها إلى موقع الكشف عن بعد كطريقة أكثر فعالية (بروس). يسمح الفصل بين التشفير والكشف للباحثين بالحصول على بيانات حول العمليات الكيميائية، والفيزيائية والحيوية التي لم يكن باستطاعتهم الحصول عليها حتى الآن. تتيح النتيجة النهائية للباحثين رسم خرائط لأمور بالغة الكبر مثل العينات اللبية الجيولوجية أو بالغة الصغر مثل الخلايا المفردة.
من المثير للاهتمام ملاحظة انقسام التقدم بين أولئك الساعين خلف الحصول على دماغ مخطط بالكامل عن طريق استخدام تصوير العصبونات الفردية، وأولئك الذين يستخدمون صور الأدمغة المسجلة أثناء قيام الأشخاص المشاركين في التجربة بمختلف المهام عالية المستوى. يستخدم تصوير العصبونات الفردية (إس إن آي) مزيجًا من تقنيات الهندسة الوراثية والتصوير البصري من أجل إدخال أقطاب كهربائية صغيرة إلى الدماغ بهدف قياس إطلاق العصبون المفرد. نظرًا إلى انعكاساتها الضارة، استُخدمت هذه التقنية على الحيوانات فقط، لكنها ألقت الضوء على العمليات العاطفية والتحفيزية الأساسية. يتمثل هدف دراسات الأنشطة عالية المستوى في تحديد كيفية تعاون شبكة من مناطق الدماغ سوية في إنجاز أي مهمة. يُعد هذا التصوير عالي المستوى أسهل للغاية نتيجة إمكانية استخدام الباحثين للأشخاص المصابين بأمراض مثل مرض آلزهايمر كمشاركين في التجربة. من الملاحظ متابعة تقنية «إس إن آي» لإمكانات الذكاء الاصطناعي «إيه آي»، بينما تظهر تقنية فحص الشبكة ميلًا نحو الأهداف الطبية.